# Donald Arnold
Pour les articles homonymes, voir Arnold.
Donald Arnold, né le 14 juillet 1935 à Kelowna et mort le 27 juin 2021, est un rameur d'aviron canadien.

## Palmarès

### Jeux olympiques
- Melbourne 1956
  -  Médaille d'or en quatre sans barreur
- Rome 1960
  -  Médaille d'argent en huit[2].